# Iouja
Iouja (en russe : Южа) est une ville de l'oblast d'Ivanovo, en Russie, et le centre administratif du raïon de Iouja. Sa population s'élevait à 12 957 habitants en 2021.
C'est une des régions touchées par les incendies de forêt de 2010 en Russie

## Géographie
Iouja se trouve au bord du lac Viazal, à 51 km au nord-est de Kovrov, à 78 km au sud-est d'Ivanovo et à 288 km au nord-est de Moscou.

## Histoire

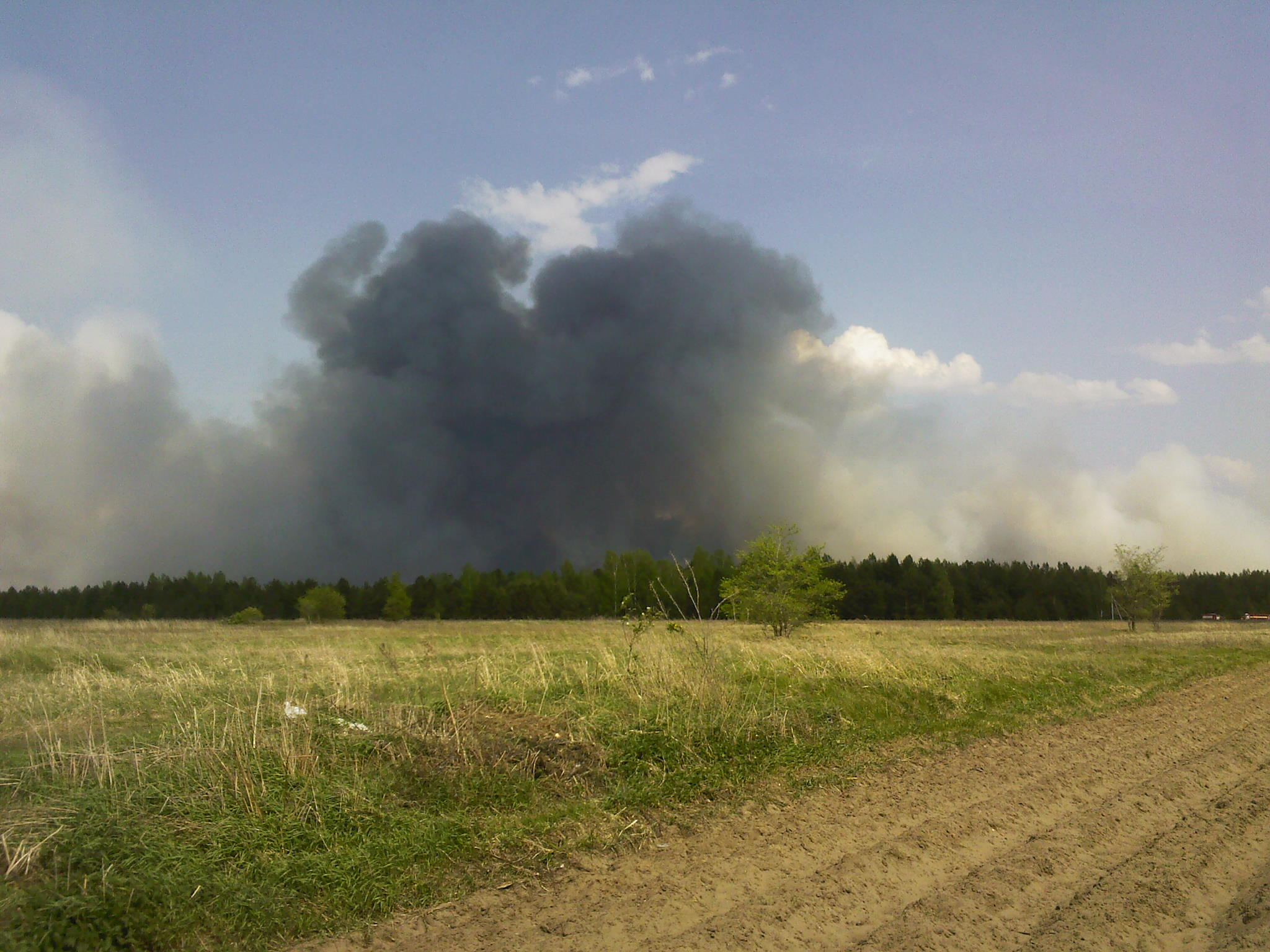
Incendie de forêt, à proximité de Iouja, lors du printemps caniculaire de 2010, annonciateur des grands incendies de l'été 2010 en Russie

Un village existe à l'emplacement actuel de la ville de Iouja depuis le début du XVe siècle. La première mention du village de Iouja date de 1628. Iouja a le statut de ville depuis 1925.
Le 19 avril 1940, Beria informe Staline que les 5 175 soldats et 293 officiers prisonniers soviétiques relâchés par les Finlandais, à la suite des accords de Moscou, sont sur le point d'arriver sur le territoire national. Il propose de les envoyer non pas dans une caserne ordinaire, mais dans un camp spécial du NKVD, à  Iouja, pour y procéder à une filtration impitoyable. Le 29 juillet, il informe Staline que « 414 traîtres actifs » ont été démasqués. Pour le NKVD, ces hommes ne sont plus des combattants, mais des suspects. La peur de nourrir une cinquième colonne d'anciens prisonniers demeurera vive même lorsque la guerre éclate en 1941 et jusqu'au dernier jour de la guerre .

## Population
Recensements (*) ou estimations de la population
| 1926*  | 1939*  | 1959*  | 1970*  | 1979*  |
| ------ | ------ | ------ | ------ | ------ |
| 12 890 | 21 586 | 23 066 | 23 843 | 22 099 |

| 1989*  | 2002*  | 2010*  | 2013   | 2014   |
| ------ | ------ | ------ | ------ | ------ |
| 20 892 | 15 636 | 14 170 | 13 539 | 13 365 |

| 2017   | 2019   | 2021   | - | - |
| ------ | ------ | ------ | - | - |
| 12 834 | 12 369 | 12 957 | - | - |

## Économie
La région de Iouja cultive des céréales (seigle, blé, orge, avoine), des légumes (carottes, choux, betteraves), les pommes de terre, et pratique l'élevage de bovins, de porcs et de volaille.
La principale entreprise industrielle est une usine textile : OAO Ioujskaïa priadilno-tkatskaïa fabrika (ОАО "Южская прядильно-ткацкая фабрика") : filature et tissage de coton.